# Roquetaillade
Roquetaillade – miejscowość i dawna gmina we Francji, w regionie Oksytania, w departamencie Aude. W 2013 roku populacja ówczesnej gminy wynosiła 218 mieszkańców. 
W dniu 1 stycznia 2019 roku z połączenia dwóch ówczesnych gmin – Conilhac-de-la-Montagne oraz Roquetaillade – powstała nowa gmina Val-de-Dagne. Siedzibą gminy została miejscowość Roquetaillade. 